# (7903) Albinoni
(7903) Albinoni es un asteroide perteneciente al cinturón de asteroides descubierto por Eric Walter Elst el 20 de abril de 1996 desde el Observatorio de La Silla, Chile.

## Designación y nombre
Albinoni fue designado al principio como 1996 HV24.
Posteriormente, en 1997, se nombró en honor del compositor italiano Tomaso Albinoni (1671-1750).

## Características orbitales
Albinoni orbita a una distancia media de 3,028 ua del Sol, pudiendo alejarse hasta 3,104 ua y acercarse hasta 2,952 ua. Su excentricidad es 0,02502 y la inclinación orbital 7,707 grados. Emplea 1924 días en completar una órbita alrededor del Sol. El movimiento de Albinoni sobre el fondo estelar es de 0,1871 grados por día.

## Características físicas
La magnitud absoluta de Albinoni es 13,4.